# Péreuil
Péreuil est une ancienne commune du sud-ouest de la France, située dans le département de la Charente, en région Nouvelle-Aquitaine.
Depuis le 1er janvier 2016, elle est devenue une commune déléguée de la commune nouvelle de Val des Vignes.

## Géographie

### Localisation et accès
Péreuil est une commune située à 4 km à l'ouest de Blanzac et 23 km au sud-ouest d'Angoulême. Elle est arrosée par le Né, qui la traverse dans toute sa longueur.
Péreuil est aussi à 10 km à l'est de Barbezieux et 13 km au sud de Châteauneuf.
Le bourg de Péreuil est situé sur la rive droite du Né, sur une légère hauteur par rapport à la vallée.
Les routes principales qui traversent en partie la commune sont les routes départementales D 5, qui va de Blanzac à Barbezieux et qui passe à 0,7 km au sud du bourg, et la D 10, qui va de Blanzac à Châteauneuf et traverse le nord-est de la commune. La D 129, petite route qui descend le Né, passe au pied du bourg. La N 10 entre Angoulême et Bordeaux passe 6 km au nord-ouest du bourg, à Jurignac.

### Hameaux et lieux-dits
La commune de Péreuil atteint à l'est les faubourgs de Blanzac (chez Naulet, les Doucets, Beau Site). Elle compte par ailleurs de nombreux hameaux et fermes : les Grands Haïs, Monseger, Grolet, chez Menot à l'ouest, Malatret, la Bercerie au sud, Puymailloux, aux Dambais, le Grand Chadenne, les Perrucauds à l'est, etc.

### Communes limitrophes
| Ladiville    | Jurignac (Val des Vignes) | Aubeville (Val des Vignes)                  |
| Saint-Bonnet | Péreuil                   | Blanzac-Porcheresse (Coteaux-du-Blanzacais) |
| Angeduc      | Saint-Aulais-la-Chapelle  |                                             |

### Géologie et relief
La commune est occupée par le Campanien (Crétacé supérieur), calcaire crayeux, qui occupe une grande partie du Sud Charente. La vallée du Né est occupée par des alluvions récentes du Quaternaire,,,.
Le terrain communal est assez vallonné sans être élevé. L'habitat est assez dispersé et il y a de nombreux hameaux et fermes. La commune n'est pas très boisée mais est surtout occupée par des vignes.
Les crêtes qui s'élèvent à 130 m d'altitude étaient occupées autrefois par des moulins à vent, dont on peut encore voir les vestiges (chez Grolier, Puymailloux). Quelques moulins à eau sont sur le Né : moulin de Grolet au nord, moulins de l'Abbaye et de Brousset au pied du bourg, moulins de Lussier et de Larmat au sud.
Le point culminant de la commune est à une altitude de 153 m, situé sur la limite orientale en haut de Blanzac. Le point le plus bas est à 47 m, situé le long du Né en limite nord. Le bourg est à environ 75 m d'altitude.

### Hydrographie

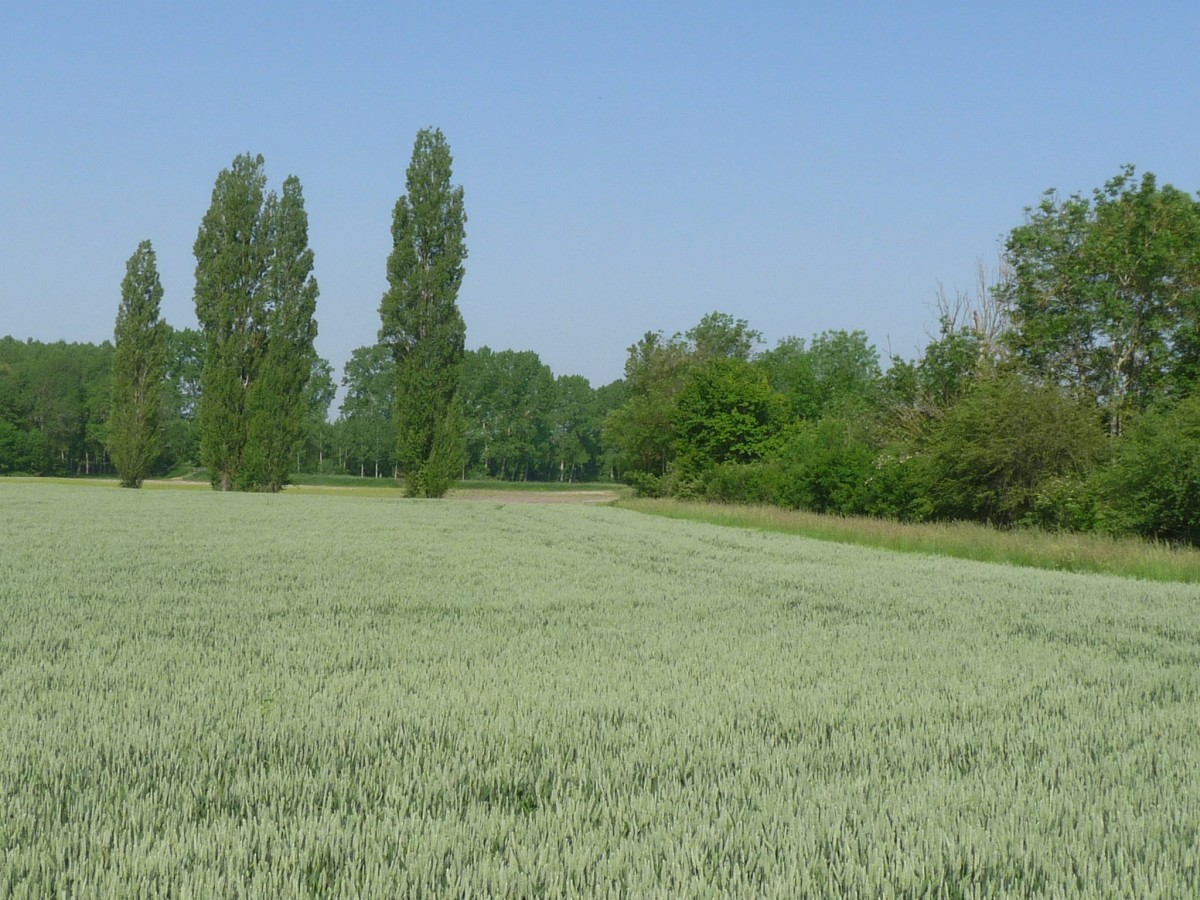
L'Écly à droite rejoint le Né au fond.

Le Né, affluent de la Charente, traverse toute la commune du sud-est au nord-ouest.
L'Arce se jette dans le Né au sud de la commune sur sa rive gauche, au moulin de Lussier, alors que les ruisseaux de l'Écly et du Ruiné affluent sur sa rive droite en aval, à l'extrémité de la commune. La Maury, affluent du Né en rive gauche, passe en limite de commune au nord-ouest. Un autre ruisseau prenant naissance aux Galais se jette dans le Né en rive droite au pied du bourg.

### Climat
Comme dans les trois quarts sud et ouest du département, le climat est océanique aquitain.

## Toponymie
Les formes anciennes sont Patrigo en 866 ou 914, Petreloi en 1293, Periolo en 1293.
L'origine du nom de Péreuil remonterait à un nom de personne gallo-romain Patrius, de préférence au mot latin petra signifiant « pierre », auquel est apposé le suffixe gaulois -ialo signifiant « clairière » ou « champ »,.

## Histoire
Les registres de l'état civil remontent à 1640.
À Malatret (ou Mallatrait) se voyaient les ruines d'un château appelé aussi la Commanderie, ancien fief ayant appartenu au XVIIIe siècle aux comtes de Balathier, qui en étaient encore possesseurs à la Révolution,.
Les Doucets étaient la résidence de la famille de Saint-Simon, et le dernier représentant de cette famille, Henri-Victor de Rouvray, duc de Saint-Simon, y est né en 1782.
Au début du XXe siècle, l'industrie dans la commune était représentée par une minoterie au moulin de Grolet sur le Né. Les vaches laitières, nombreuses dans la commune, alimentaient les laiteries Biard et Massé.
La commune possédait une station sur la petite ligne ferroviaire d'intérêt local à voie métrique des Chemins de fer économiques des Charentes allant de Blanzac à Barbezieux appelée le Petit Mairat.

## Politique et administration

### Liste des maires

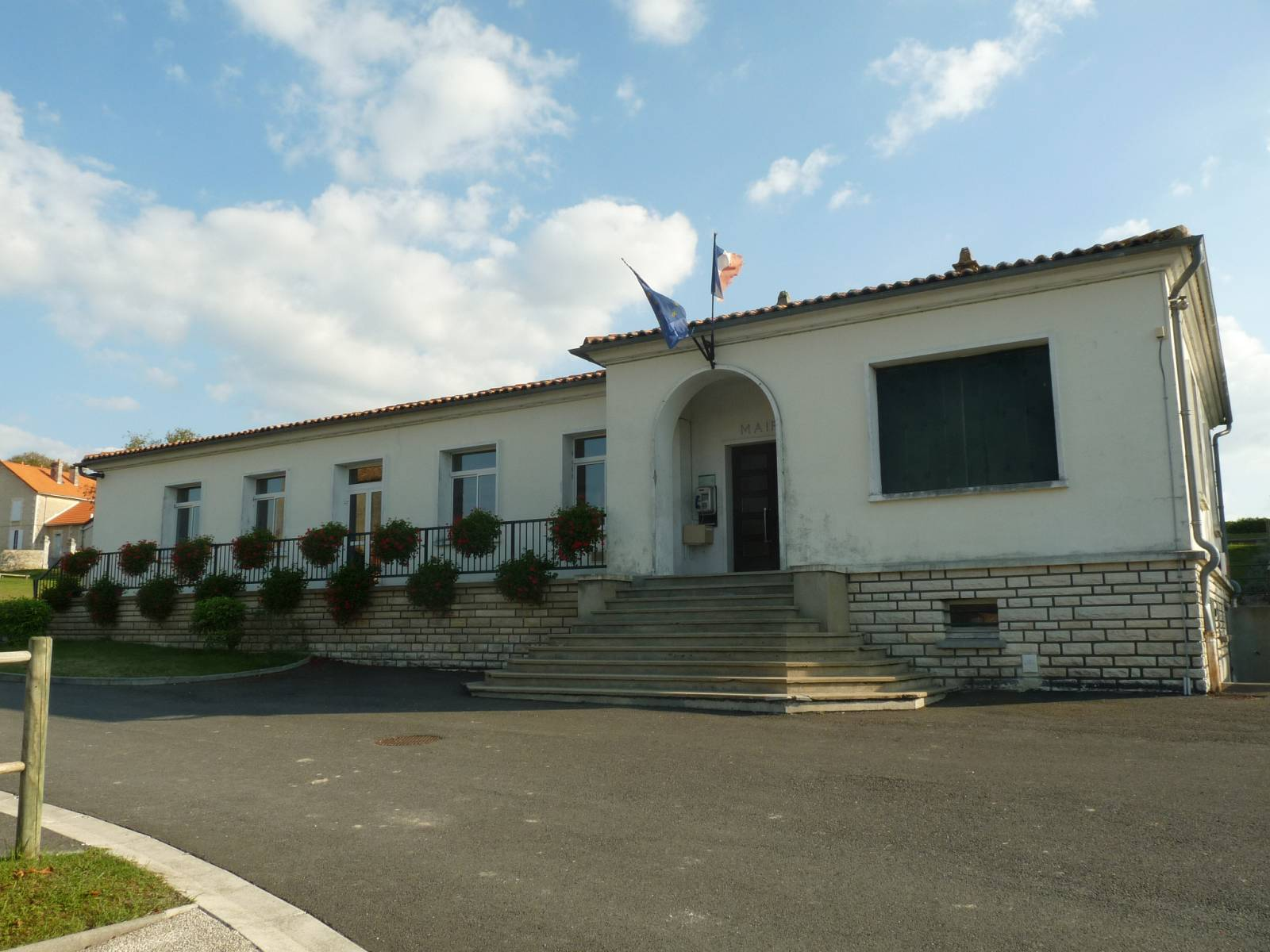
La mairie annexe de Péreuil.

| Période                                  | Période       | Identité            | Étiquette | Qualité              |
| ---------------------------------------- | ------------- | ------------------- | --------- | -------------------- |
| Les données manquantes sont à compléter. |               |                     |           |                      |
| avant 1995                               | 1995          | Francis Nebout      | DVD       |                      |
| 1995                                     | 2014          | Jean-Claude Ardouin | SE        | Agriculteur retraité |
| 2014                                     | décembre 2015 | Philippe Vergnion   |           |                      |

## Population et société

### Démographie
L'évolution du nombre d'habitants est connue à travers les recensements de la population effectués dans la commune depuis 1793. À partir du 1er janvier 2009, les populations légales des communes sont publiées annuellement dans le cadre d'un recensement qui repose désormais sur une collecte d'information annuelle, concernant successivement tous les territoires communaux au cours d'une période de cinq ans. 
Pour les communes de moins de 10 000 habitants, une enquête de recensement portant sur toute la population est réalisée tous les cinq ans, les populations légales des années intermédiaires étant quant à elles estimées par interpolation ou extrapolation. Pour la commune, le premier recensement exhaustif entrant dans le cadre du nouveau dispositif a été réalisé en 2005,.
En 2013, la commune comptait 405 habitants, en évolution de −0,74 % par rapport à 2008 (Charente : +0,65 %, France hors Mayotte : +2,49 %).
| 1793 | 1800 | 1806 | 1821  | 1831 | 1841 | 1846 | 1851 | 1856 |
| ---- | ---- | ---- | ----- | ---- | ---- | ---- | ---- | ---- |
| 794  | 900  | 748  | 1 090 | 890  | 841  | 832  | 752  | 762  |

| 1861 | 1866 | 1872 | 1876 | 1881 | 1886 | 1891 | 1896 | 1901 |
| ---- | ---- | ---- | ---- | ---- | ---- | ---- | ---- | ---- |
| 754  | 721  | 722  | 661  | 682  | 647  | 558  | 576  | 589  |

| 1906 | 1911 | 1921 | 1926 | 1931 | 1936 | 1946 | 1954 | 1962 |
| ---- | ---- | ---- | ---- | ---- | ---- | ---- | ---- | ---- |
| 592  | 587  | 528  | 529  | 552  | 482  | 479  | 508  | 487  |

| 1968 | 1975 | 1982 | 1990 | 1999 | 2005 | 2010 | 2013 | - |
| ---- | ---- | ---- | ---- | ---- | ---- | ---- | ---- | - |
| 446  | 418  | 385  | 410  | 393  | 394  | 396  | 405  | - |

### Pyramide des âges
| Hommes | Classe d’âge | Femmes |
| ------ | ------------ | ------ |
| 2,1    | 90 ans ou +  | 7,7    |
| 14,2   | 75 à 89 ans  | 18,9   |
| 21,4   | 60 à 74 ans  | 19,4   |
| 19,4   | 45 à 59 ans  | 14,7   |
| 21,2   | 30 à 44 ans  | 19,0   |
| 11,7   | 15 à 29 ans  | 7,6    |
| 10,0   | 0 à 14 ans   | 12,8   |

| Hommes | Classe d’âge | Femmes |
| ------ | ------------ | ------ |
| 0,5    | 90 ans ou +  | 1,6    |
| 8,2    | 75 à 89 ans  | 11,8   |
| 15,2   | 60 à 74 ans  | 15,8   |
| 22,3   | 45 à 59 ans  | 21,5   |
| 20,0   | 30 à 44 ans  | 19,2   |
| 16,7   | 15 à 29 ans  | 14,7   |
| 17,1   | 0 à 14 ans   | 15,4   |

### Enseignement
L'école publique est un RPI entre Jurignac et Péreuil. Jurignac accueille l'école primaire et Péreuil l'école élémentaire. L'école, située au bourg, comporte une classe unique. Le secteur du collège est Blanzac.

## Économie

### Agriculture
La viticulture occupe une partie de l'activité agricole. La commune est classée dans les Fins Bois, dans la zone d'appellation d'origine contrôlée du cognac.

## Culture locale et patrimoine

### Lieux et monuments
- L'église paroissiale Saint-Hilaire date du XIIe siècle. Elle est romane à coupoles. Elle est classée monument historique depuis 1913[23].

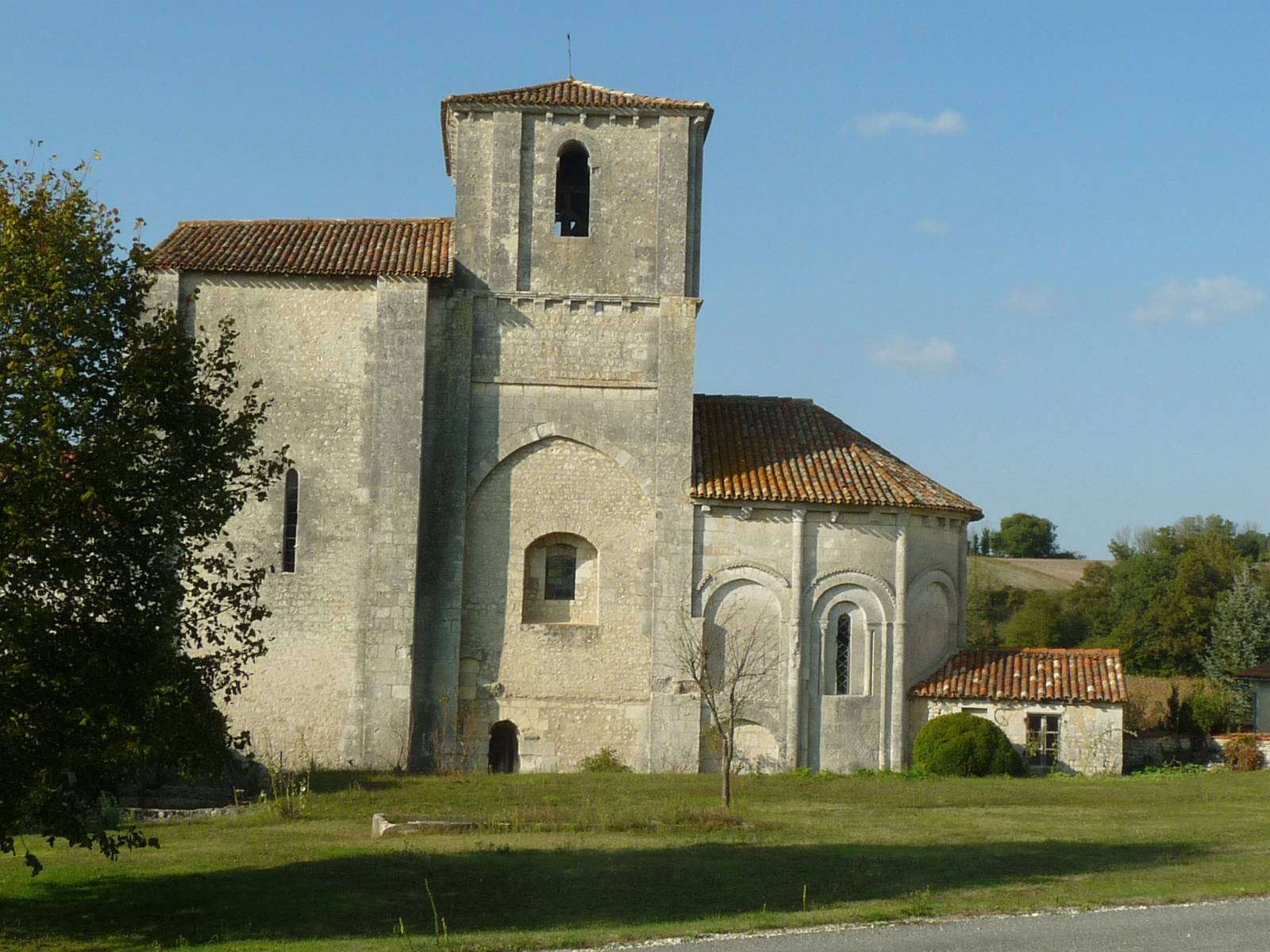
Vue latérale.
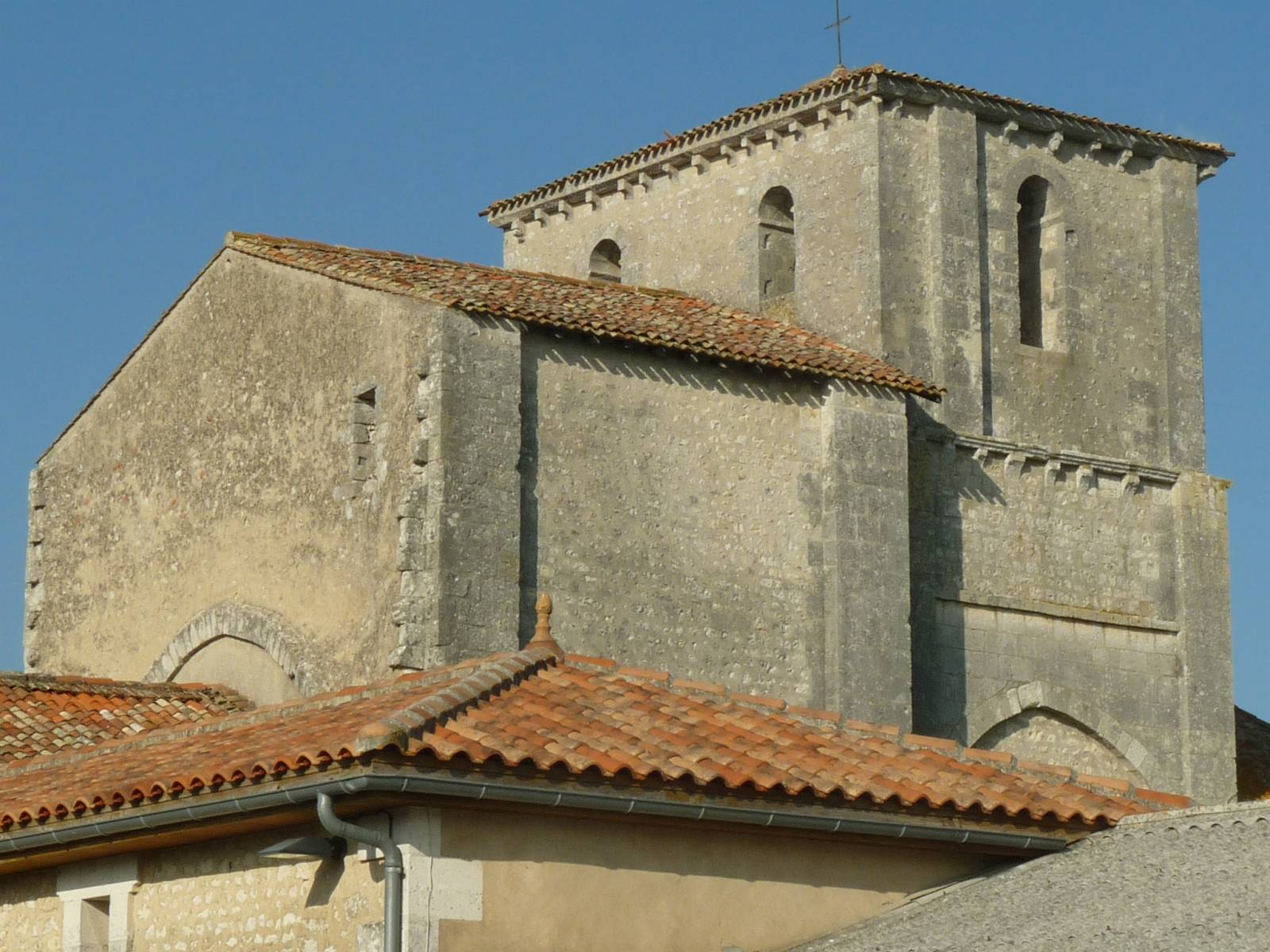
Le clocher.
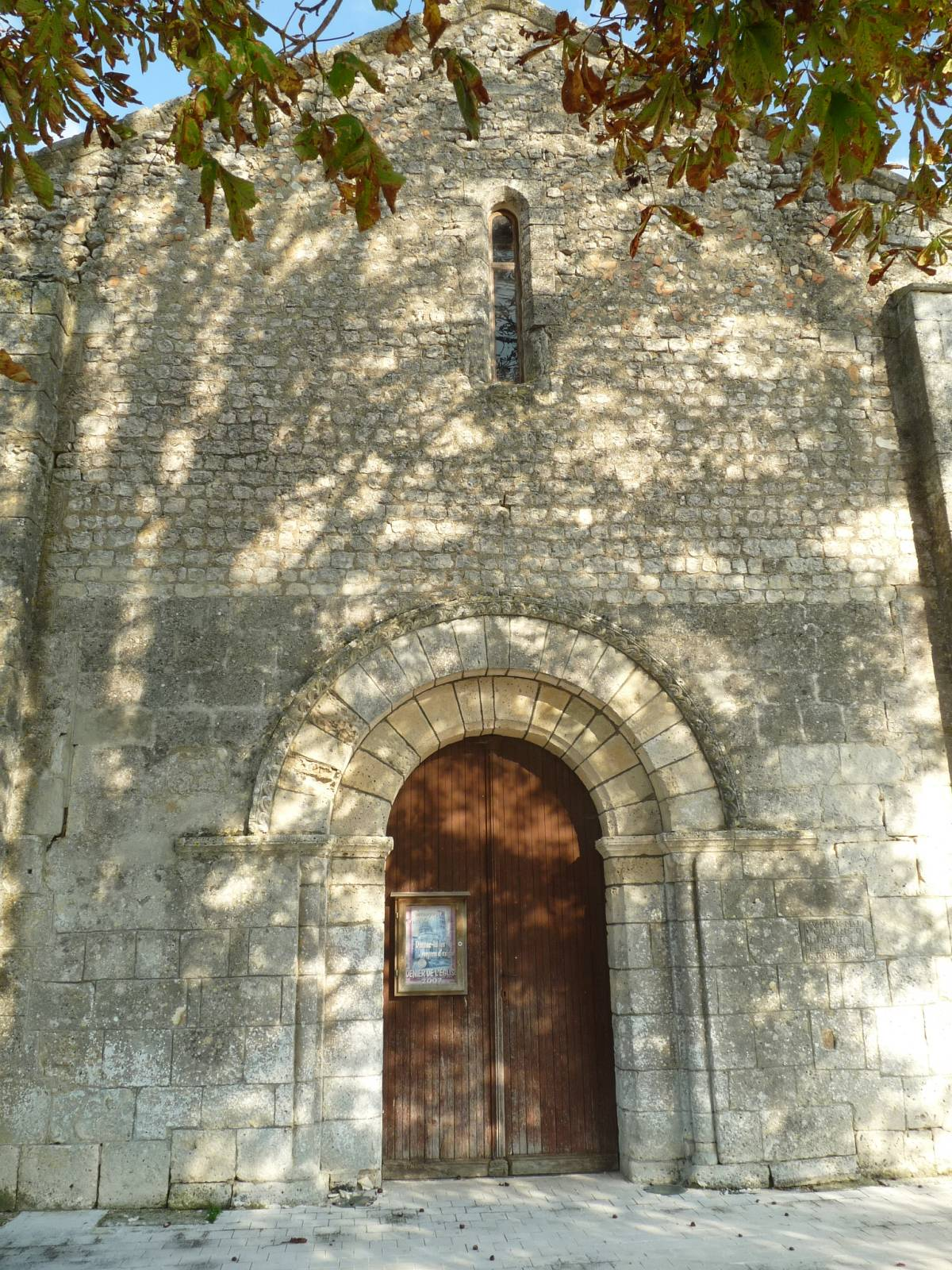
Le portail.

- Le château des Doucets à l'est de la commune date du XVIe siècle. La famille de Saint-Simon y a résidé. On peut remarquer une échauguette carrée sur modillons à son angle. Pigeonnier à pied rond.
- Le logis de Malatret (ou Malatrait) au sud de la commune, date du XVIe siècle.
- Moulins à vent ruinés sur les crêtes : chez Grolier et Puymailloux.

### Personnalités liées à la commune
- Henri-Jean-Victor de Rouvroy, marquis de Saint-Simon (1782-1865), dit « duc de Saint-Simon », pair de France, général, homme politique, grand-croix de la Légion d'honneur, est né à Péreuil, au château des Doucets. Il édite, en 1829 et 1830, la première version complète des Mémoires de son lointain parent, Louis de Rouvroy, duc de Saint-Simon.